# Chiuiești (gmina)
Chiuiești – gmina w Rumunii, w okręgu Kluż. Obejmuje miejscowości Chiuiești, Dosu Bricii, Huta, Măgoaja, Strâmbu, Valea Cășeielului i Valea lui Opriș. W 2011 roku liczyła 2332 mieszkańców.